# Organizacijska shema
Organizacijska shema je grafična ponazoritev organizacijske strukture . Nekateri namesto organizacijske sheme uporabljajo pojem organigram. Organizacijska shema prikazuje oddelke, delovne skupine in delovna mesta v organizaciji. Pojem se uporablja tudi za grafične prikaze različnih elementov določenega področja.

## Informacije, ki jih lahko razberemo iz organigrama
Z organigramom lahko prikažemo sestavne dele organizacije po različnih ravneh in formalne povezave med temi deli . Organizacijska shema prikazuje štiri temeljne informacije o organizacijski strukturi, in sicer  :
- naloge (prikazana so različna področja),
- porazdelitve (vsak predal prikazuje oddelek v organizaciji, ki je odgovoren za določeno področje dela),
- ravni menedžmenta,
- linije avtoritete (navpične povezave predalov na shemi kažejo, kateri položaji so nadrejeni drugim).

## Smernice za oblikovanje
Organigrami morajo biti grafično pregledni. Prav tako morajo jasno in nedvoumno izražati organizacijsko strukturo. Pravila za risanje organigramov niso strogo določena, vendar je moč opaziti podobnosti pri primerjavi različnih organigramov. Opazna je jasna podrejenost, nadrejenost, organizacijske ravni in imena organizacijskih enot. Pri risanju organigramov se je potrebno ogniti prenatrpanosti, ker lahko zamegli bistvo organigrama  .

## Zgodovina
Pobudnik za prvi organigram je bil Daniel McCallum (1815 - 1878), in sicer leta 1854. George Holt Henshaw pa je bil tisti, ki je po njegovem naročilu narisal organizacijsko strukturo of Tabulating Machine Co. Izraz »organizacijski diagram« se je pričel uporabljati v dvajsetem stoletju. Brinton , industrijski inženir, ki je promoviral uporabo organizacijskih shem, je poudaril, da »organizacijski diagrami niso niti približno toliko uporabljani, kot bi lahko bili, kljub temu da so odličen primer razdelitve celote na njene sestavne dele« ter tako promoviral uporabo takega načina prikazovanja organizacijske strukture. Izraz »organigram« izvira iz leta 1960.

## Vrste organigramov
V praksi so se oblikovno uveljavili trije načini prikazovanja organizacijskih struktur, ki jih podrobneje opisuje Lipičnik: 
- Prvi način prikazovanja organizacijskih struktur, ki se pojavlja najpogosteje, je obešanka, ki posamezne nosilce povezuje z navpičnimi in vodoravnimi črtami ter tako prikazuje odnose med nosilci. Težava se pojavi, če se število nosilcev poveča, saj takrat grafični prikaz postane nepregleden. Obešanka zelo nazorno prikazuje hierarhijo v organizacijski strukturi.
- Nazoren prikaz hierarhijo v organizacijski strukturi je značilen tudi za dežnikarico. Za to vrsto organizacijske strukture je značilno, da so odnosi med nosilci prikazani s poševnimi črtami, ki izhajajo iz istega mesta. Prednost te vrste prikazovanja organizacijske strukture je, da lahko iz nje razberemo, kaj spada v okvir ene organizacijske enote.
- Organizacijsko strukturo lahko prikažemo še s pomočjo kroga; na ta način se izognemo preveč očitni hierarhični koponenti.

## Prednosti in omejitve
Prednost prikazovanja organizacijske strukture z organigramom je v tem, da zaposlenim prikazuje, kakšni so odnosi njihovih nalog do celotne organizacije. Obenem je iz organizacijske sheme razvidno, kdo naj komu poroča o svojem delu ter na koga se lahko posameznik obrne v primeru težav.  Slaba stran organigramov pa je v tem, da na tak način ni mogoče prikazati vsega, kar se dogaja v organizaciji, torej vseh komunikacijskih kanalov, tega, kdo najpogosteje sodeluje s kom ter kdo med seboj sodeluje redkeje ter tega, kje se pojavljajo ovire. Poleg tega je potrebno organigrame redno posodabljati. Omejitev organigramov je tudi, da ne prikazujejo stila vodenja (avtokratski, demokratski) in ne vključujejo strank oziroma poslovnih partnerjev podjetja.